# Impact de Montréal 2013
Questa voce raccoglie le informazioni riguardanti l'Impact de Montréal nelle competizioni ufficiali della stagione 2013.

## Stagione
Nel 2013 l'Impact disputa la sua seconda stagione nella MLS, il massimo campionato calcistico di USA e Canada.
A inizio stagione viene assunto l'allenatore svizzero Marco Schällibaum, alla sua prima esperienza in America dopo aver svolto tutta la propria carriera in Europa. Confermato il centravanti italiano Marco Di Vaio come "giocatore designato", ovvero quel giocatore il cui ingaggio può sforare il salary cap previsto dalla lega.

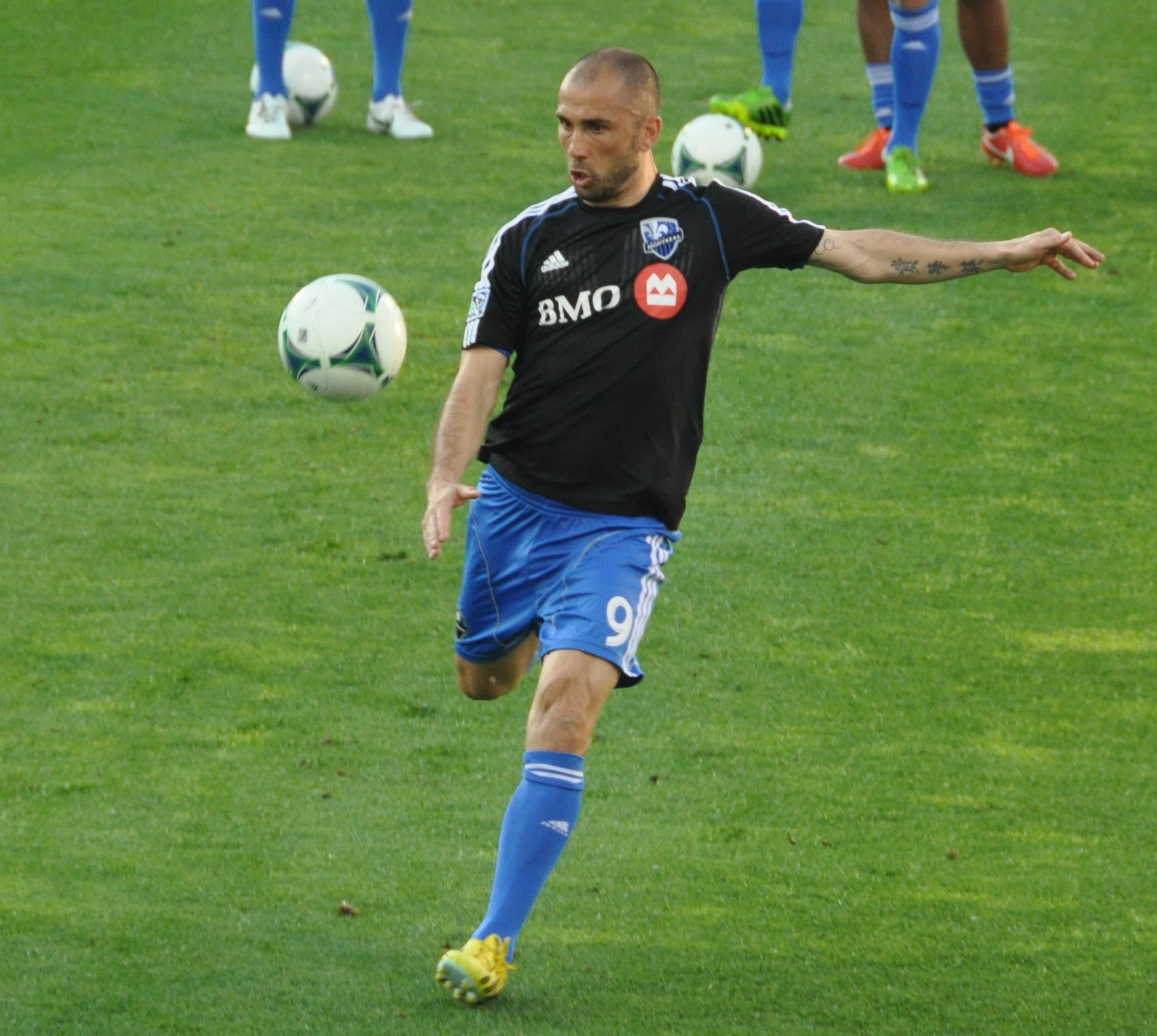
Marco Di Vaio, miglior marcatore stagionale della squadra.

La squadra del Québec, nell'ottica del percorso graduale di crescita fissato dai proprietari, si pone come obiettivo la qualificazione ai play-off. La partenza è incoraggiante, come testimoniano anche le quattro vittorie nelle prime quattro partite, e in certi momenti della stagione i canadesi si ritrovano anche al comando della classifica generale, aiutati dai gol di Marco Di Vaio. L'ottimo stato di forma nei mesi che vanno da marzo a giugno viene sancito anche dalla vittoria del Canadian Championship, conquistato il 29 maggio. Nel massimo torneo canadese i blu-bianco-neri sconfiggono i tradizionali rivali di Toronto in semifinale, ed il Vancouver Whitecaps nella finale. Per la squadra del Québec si tratta della seconda vittoria in questa manifestazione, a cui si aggiungono le sei vittorie della Voyageurs Cup. Grazie alla vittoria della coppa nazionale la squadra si è qualificata all'edizione 2013-2014 della Champions League nordamericana. Per l'Impact si tratta della seconda partecipazione dopo quella del 2008-2009, ma a differenza di quell'occasione i canadesi non riescono a superare la fase a gironi. Il gruppo 5, con gli statunitensi del San Jose Earthquakes e i guatemaltechi dell'Heredia, si rivela tuttavia molto equilibrato e tutte le squadre concludono pari merito con sei punti: l'Impact viene eliminato solo per una peggiore differenza reti rispetto agli Earthquakes.
La seconda parte della stagione non si rivela all'altezza delle aspettative create nel corso della prima. La squadra di Montréal, con soli quattro punti nelle ultime otto partite, mette addirittura a repentaglio la propria qualificazione ai play-off, ottenuta soltanto all'ultima giornata grazie a una serie di risultati favorevoli provenienti da altri campi. Il quinto posto finale nella eastern conference consente l'accesso al turno preliminare dei play-off. L'incontro, sul campo della Houston Dynamo, si conclude però con una netta sconfitta per 3-0, portando all'immediata eliminazione dell'Impact de Montréal.
Alla fine della stagione annuncia la propria decisione di ritirarsi dal calcio giocato Alessandro Nesta.

## Maglie e sponsor
Il fornitore tecnico, come per tutte le squadre della MLS, è l'Adidas. Le maglie per la stagione 2013 sono le stesse della stagione precedente: la prima è azzurra con inserti bianchi, mentre la maglia di riserva ha i colori invertiti rispetto alla prima. In questa stagione viene introdotta una terza maglia come omaggio alla storia del club: infatti è a strisce nere e azzurre come la divisa indossata dall'Impact nel primo match della sua storia nel 1993.
| 1ª divisa | 2ª divisa | 3ª divisa |

## Rosa
| N. |                        | Ruolo | Calciatore             |
| -- | ---------------------- | ----- | ---------------------- |
| 1  | Stati Uniti (bandiera) | P     | Troy Perkins           |
| 2  | Colombia (bandiera)    | D     | Nelson Rivas           |
| 3  | Stati Uniti (bandiera) | D     | Zarek Valentin         |
| 5  | Stati Uniti (bandiera) | D     | Jeb Brovsky            |
| 6  | Francia (bandiera)     | C     | Hassoun Camara         |
| 7  | Brasile (bandiera)     | C     | Felipe                 |
| 8  | Canada (bandiera)      | C     | Patrice Bernier        |
| 9  | Italia (bandiera)      | A     | Marco Di Vaio          |
| 11 | Gambia (bandiera)      | C     | Sanna Nyassi           |
| 13 | Italia (bandiera)      | D     | Matteo Ferrari         |
| 14 | Italia (bandiera)      | D     | Alessandro Nesta       |
| 15 | Argentina (bandiera)   | C     | Andrés Fabricio Romero |
| 16 | Scozia (bandiera)      | C     | Calum Mallace          |
| 17 | Svizzera (bandiera)    | D     | Dennis Iapichino       |
| 18 | Stati Uniti (bandiera) | C     | Collen Warner          |
| 19 | Stati Uniti (bandiera) | C     | Blake Smith            |

| N. |                                 | Ruolo | Calciatore             |
| -- | ------------------------------- | ----- | ---------------------- |
| 21 | Stati Uniti (bandiera)          | C     | Justin Mapp            |
| 22 | Stati Uniti (bandiera)          | C     | Davy Arnaud (capitano) |
| 23 | Argentina (bandiera)            | C     | Hernán Bernardello     |
| 26 | Spagna (bandiera)               | D     | Adrián López Rodríguez |
| 27 | Stati Uniti (bandiera)          | C     | Paolo Del Piccolo      |
| 28 | Bosnia ed Erzegovina (bandiera) | C     | Siniša Ubiparipović    |
| 30 | Stati Uniti (bandiera)          | P     | Evan Bush              |
| 31 | Italia (bandiera)               | C     | Andrea Pisanu          |
| 33 | Stati Uniti (bandiera)          | A     | Andrew Wenger          |
| 34 | Canada (bandiera)               | D     | Karl Ouimette          |
| 35 | Italia (bandiera)               | A     | Daniele Paponi         |
| 40 | Canada (bandiera)               | P     | Maxime Crépeau         |
| 43 | Canada (bandiera)               | C     | Zakaria Messoudi       |
| 51 | Canada (bandiera)               | D     | Maxim Tissot           |
| 55 | Francia (bandiera)              | D     | Wandrille Lefèvre      |
| 98 | Argentina (bandiera)            | C     | Maximiliano Rodríguez  |

## Calciomercato

### Sessione invernale
| Acquisti | Acquisti               | Acquisti         | Acquisti   |
| R.       | Nome                   | da               | Modalità   |
| -------- | ---------------------- | ---------------- | ---------- |
| C        | Andrea Pisanu          | Bologna          | prestito   |
| C        | Andrés Fabricio Romero | Tombense         | prestito   |
| C        | Blake Smith            | New Mexico Lobos | definitivo |

| Cessioni | Cessioni       | Cessioni             | Cessioni       |
| R.       | Nome           | a                    | Modalità       |
| -------- | -------------- | -------------------- | -------------- |
| D        | Josh Gardner   | Sporting Kansas City | definitivo     |
| D        | Shavar Thomas  |                      | non riscattato |
| C        | Bryan Arguez   |                      | svincolato     |
| C        | Lamar Neagle   | Seattle Sounders     | definitivo     |
| A        | Evan James     |                      | svincolato     |
| A        | Miguel Montaño |                      | svincolato     |

### A stagione in corso
| Acquisti | Acquisti               | Acquisti            | Acquisti   |
| R.       | Nome                   | da                  | Modalità   |
| -------- | ---------------------- | ------------------- | ---------- |
| D        | Adrián López Rodríguez |                     | svincolato |
| C        | Hernán Bernardello     |                     | svincolato |
| C        | Paolo Del Piccolo      | Eintracht Frankfurt | definitivo |
| C        | Maximiliano Rodriguez  | Argentinos Juniors  | prestito   |
| A        | Daniele Paponi         | Bologna             | prestito   |

| Cessioni | Cessioni            | Cessioni      | Cessioni   |
| R.       | Nome                | a             | Modalità   |
| -------- | ------------------- | ------------- | ---------- |
| D        | Dennis Iapichino    |               | svincolato |
| D        | Zarek Valentin      | Bodø/Glimt    | prestito   |
| C        | Calum Mallace       | Minnesota Utd | prestito   |
| C        | Siniša Ubiparipović | Minnesota Utd | prestito   |

## Risultati

### MLS
La MLS non adotta il sistema a due gironi, uno di andata e uno di ritorno, tipico in Europa per i campionati di calcio, ma un calendario di tipo sbilanciato. Nel 2013 l'Impact ha disputato solo una gara con le nove squadre della Western conference, tre gare con sette squadre della propria conference, e infine due gare con altre due squadre della propria conference (in questa stagione New England Revolution e D.C. United).

#### Stagione regolare
| Arbitro: | S. Petrescu |

|  |           |            |
|  | Marcatori | 35’ Arnaud |

| Arbitro: | E. Jurisevic |

|             |           |                       |
| Johnson 80’ | Marcatori | 30’ Camara 60’ Felipe |

| Arbitro: | B. Toledo |

|                           |           |              |
| Bernier 34’ Di Vaio 45+1’ | Marcatori | 67’ Earnshaw |

| Arbitro: | C. Penso |

|             |           |  |
| Di Vaio 14’ | Marcatori |  |

| Arbitro: | J. Gonzalez |

|                    |           |  |
| Bieler 5’ Zusi 80’ | Marcatori |  |

| Arbitro: | M. Geiger |

|             |           |           |
| Di Vaio 68’ | Marcatori | 72’ Oduro |

| Arbitro: | F. Bazakos |

|                        |           |  |
| Romero 57’ Di Vaio 76’ | Marcatori |  |

| Arbitro: | D. Fisher |

|                       |           |               |
| Jahn 59’ Cronin 90+1’ | Marcatori | 24’, 47’ Mapp |

| Arbitro: | H. Grajeda |

|                  |           |               |
| Henry 45+2’, 88’ | Marcatori | 90+2’ Di Vaio |

| Arbitro: | A. Chapman |

|                                      |           |                                 |
| Felipe 39’ Di Vaio 80’ Ferrari 90+3’ | Marcatori | 7’ (aut.) Ferrari 77’ Beckerman |

| Arbitro: | J. Guzman |

|                                             |           |                                       |
| Di Vaio 2’, 28’, 32’ Wenger 74’ Smith 90+4’ | Marcatori | 5’ McInerney 69’ Hoppenot 85’ Le Toux |

| Arbitro: | A. Villareal |

|              |           |                       |
| Bieler 45+4’ | Marcatori | 47’ Nyassi 53’ Warner |

| Arbitro: | M. Foerster |

|                      |           |  |
| Sanchez 6’ Oduro 22’ | Marcatori |  |

| Arbitro: | C. Penso |

|                        |           |  |
| Felipe 14’ Di Vaio 32’ | Marcatori |  |

| Arbitro: | D. Fisher |

|                            |           |                                              |
| Camara 38’ Paponi 42’, 72’ | Marcatori | 24’ Harris 59’ Powers 77’ Brown 90+6’ Cascio |

| Arbitro: | B. Toledo |

|                                   |           |                                  |
| Brockie 6’ Caldwell 21’ O'Dea 24’ | Marcatori | 1’ Romero 69’ Camara 70’ Di Vaio |

| Arbitro: | A. Chapman |

|                    |           |           |
| Bernier 80’ (rig.) | Marcatori | 55’ Avila |

| Arbitro: | R. Salazar |

|                                                  |           |  |
| Alexander 10’ Henry 16’ Cahill 63’ Luyindula 88’ | Marcatori |  |

| Montréal 20 luglio 2013 19ª giornata | Montréal Impact | 0 – 0 referto | FC Dallas | Stade Saputo (20.801 spett.)\| Arbitro: \| H. Grajeda \| |
| Arbitro:                             | H. Grajeda      |               |           |                                                          |

| Arbitro: | A. Villareal |

|             |           |  |
| Smith 90+6’ | Marcatori |  |

| Arbitro: | A. Chapman |

|                                   |           |             |
| Silva 19’ Doyle 68’ Jeffrey 90+3’ | Marcatori | 52’ Brovsky |

| Arbitro: | J. Guzman |

|                      |           |            |
| Lindpere 6’ Duka 23’ | Marcatori | 57’ Felipe |

| Arbitro: | I. Elfath |

|                  |           |           |
| Di Vaio 43’, 83’ | Marcatori | 81’ Doyle |

| Arbitro: | H. Grajeda |

|                                                      |           |  |
| Di Vaio 35’, 70’ Felipe 37’ Brovsky 58’ Pisanu 90+1’ | Marcatori |  |

| Chester 31 agosto 2013 25ª giornata | Philadelphia Union | 0 – 0 referto | Montréal Impact | PPL Park\| Arbitro: \| E. Jurisevic \| |
| Arbitro:                            | E. Jurisevic       |               |                 |                                        |

| Arbitro: | S. Stoica |

|                       |           |                                                 |
| Fagundez 26’ Rowe 76’ | Marcatori | 8’ (rig.) 33’ (rig.) Bernier 45+2’, 55’ Di Vaio |

| Arbitro: | B. Toledo |

|             |           |                        |
| Di Vaio 23’ | Marcatori | 66’ Marshall 78’ Oduro |

| Arbitro: | J. Gonzalez |

|  |           |                                    |
|  | Marcatori | 7’ (rig.) Miller 89’, 90+1’ Camilo |

| Arbitro: | A. Villareal |

|                |           |                        |
| Magee 57’, 73’ | Marcatori | 25’ Di Vaio 87’ Tissot |

| Arbitro: | D. Fisher |

|          |           |  |
| Clark 6’ | Marcatori |  |

| Arbitro: | C. Penso |

|  |           |               |
|  | Marcatori | 31’ Gonçalves |

| Arbitro: | R. Salazar |

|           |           |  |
| Opare 68’ | Marcatori |  |

| Arbitro: | S. Petrescu |

|                          |           |             |
| Di Vaio 64’ Ouimette 84’ | Marcatori | 29’ Fabinho |

| Arbitro: | D. Gantar |

|              |           |  |
| Earnshaw 16’ | Marcatori |  |

#### Play-off
| Arbitro: | M. Geiger |

|                           |           |  |
| Bruin 16’, 72’ Garcia 27’ | Marcatori |  |

### Canadian Championship
| Arbitro: | S. Petrescu |

|                        |           |  |
| Henry 49’ Wiedeman 81’ | Marcatori |  |

| Arbitro: | D. Fisher |

|                                                              |           |  |
| Mapp 24’ Paponi 33’ Di Vaio 44’, 90’ Romero 61’ Wenger 90+4’ | Marcatori |  |

| Montréal 15 maggio 2013, ore 19:30 UTC-5 Finale - Andata | Montréal Impact | 0 – 0 referto | Vancouver Whitecaps | Stade Saputo (12.016 spett.)\| Arbitro: \| S. Petrescu \| |
| Arbitro:                                                 | S. Petrescu     |               |                     |                                                           |

| Arbitro: | D. Fisher |

|                         |           |                       |
| Kobayashi 4’ Camilo 69’ | Marcatori | 49’ Felipe 84’ Camara |

### Champions League
| Arbitro: | J. Santos |

|            |           |  |
| Camara 17’ | Marcatori |  |

| Arbitro: | P. Delgadillo |

|             |           |  |
| Cordova 88’ | Marcatori |  |

| Arbitro: | A. Castro |

|                                        |           |  |
| Wondolowski 21’ Chávez 57’ Salinas 84’ | Marcatori |  |

| Arbitro: | C. Campbell |

|                      |           |  |
| Paponi 4’ Wenger 54’ | Marcatori |  |

## Statistiche

### Statistiche di squadra
| Competizione          | Punti | In casa | In casa | In casa | In casa | In casa | In casa | In trasferta | In trasferta | In trasferta | In trasferta | In trasferta | In trasferta | Totale | Totale | Totale | Totale | Totale | Totale |
| Competizione          | Punti | G       | V       | N       | P       | Gf      | Gs      | G            | V            | N            | P            | Gf           | Gs           | G      | V      | N      | P      | Gf     | Gs     |
| --------------------- | ----- | ------- | ------- | ------- | ------- | ------- | ------- | ------------ | ------------ | ------------ | ------------ | ------------ | ------------ | ------ | ------ | ------ | ------ | ------ | ------ |
| MLS                   | 49    | 17      | 10      | 3       | 4       | 31      | 20      | 17           | 4            | 4            | 9            | 19           | 29           | 34     | 14     | 7      | 13     | 50     | 49     |
| Play-off              |       | 0       | 0       | 0       | 0       | 0       | 0       | 1            | 0            | 0            | 1            | 0            | 3            | 1      | 0      | 0      | 1      | 0      | 3      |
| Canadian Championship |       | 2       | 1       | 1       | 0       | 6       | 0       | 2            | 0            | 1            | 1            | 2            | 4            | 4      | 1      | 2      | 1      | 8      | 4      |
| Champions League      |       | 2       | 2       | 0       | 0       | 3       | 0       | 2            | 0            | 0            | 2            | 0            | 4            | 4      | 2      | 0      | 2      | 3      | 4      |
| Totale                |       | 21      | 13      | 4       | 4       | 40      | 20      | 22           | 4            | 5            | 13           | 21           | 40           | 43     | 17     | 9      | 17     | 61     | 60     |

### Statistiche dei giocatori
Fonte:impactmontreal.com
| Giocatore          | MLS      | MLS  | MLS         | MLS        | Canadian Championship | Canadian Championship | Canadian Championship | Canadian Championship | Champions League | Champions League | Champions League | Champions League | Totale   | Totale | Totale      | Totale     |
| Giocatore          | Presenze | Reti | Ammonizioni | Espulsioni | Presenze              | Reti                  | Ammonizioni           | Espulsioni            | Presenze         | Reti             | Ammonizioni      | Espulsioni       | Presenze | Reti   | Ammonizioni | Espulsioni |
| ------------------ | -------- | ---- | ----------- | ---------- | --------------------- | --------------------- | --------------------- | --------------------- | ---------------- | ---------------- | ---------------- | ---------------- | -------- | ------ | ----------- | ---------- |
| D. Arnaud          | 24       | 1    | 5           | -          | 1                     | 0                     | -                     | -                     | 2                | 0                | 1                | -                | 27       | 1      | 6           | -          |
| H. Bernardello     | 9        | 0    | 1           | -          | 0                     | 0                     | -                     | -                     | 2                | 0                | -                | -                | 11       | 0      | 1           | -          |
| P. Bernier         | 31       | 4    | 4           | -          | 4                     | 0                     | -                     | -                     | 2                | 0                | -                | -                | 37       | 4      | 4           | -          |
| J. Brovsky         | 31       | 2    | 5           | -          | 4                     | 0                     | -                     | -                     | 3                | 0                | -                | -                | 38       | 2      | 5           | -          |
| E. Bush            | 1        | 0    | -           | -          | 4                     | 0                     | -                     | -                     | 4                | 0                | -                | -                | 9        | 0      | -           | -          |
| H. Camara          | 33       | 3    | 7           | -          | 4                     | 1                     | 2                     | -                     | 4                | 1                | 1                | -                | 41       | 5      | 10          | -          |
| M. Crépeau         | 0        | 0    | -           | -          | 0                     | 0                     | -                     | -                     | 0                | 0                | -                | -                | 0        | 0      | -           | -          |
| P. Del Piccolo     | 0        | 0    | -           | -          | 0                     | 0                     | -                     | -                     | 0                | 0                | -                | -                | 0        | 0      | -           | -          |
| M. Di Vaio         | 34       | 20   | 4           | 1          | 3                     | 2                     | 1                     | -                     | 3                | 0                | -                | -                | 40       | 22     | 5           | 1          |
| Felipe             | 33       | 5    | 6           | -          | 2                     | 1                     | -                     | -                     | 3                | 0                | 1                | -                | 38       | 6      | 7           | -          |
| M. Ferrari         | 32       | 1    | 8           | -          | 2                     | 0                     | -                     | -                     | 2                | 0                | -                | -                | 36       | 1      | 8           | -          |
| D. Iapichino       | 9        | 0    | 3           | -          | 2                     | 0                     | -                     | -                     | 0                | 0                | -                | -                | 11       | 0      | 3           | -          |
| W. Lefèvre         | 6        | 0    | 2           | -          | 1                     | 0                     | -                     | -                     | 2                | 0                | -                | -                | 9        | 0      | 2           | -          |
| A. Lopez Rodriguez | 0        | 0    | -           | -          | 0                     | 0                     | -                     | -                     | 1                | 0                | -                | 1                | 1        | 0      | -           | 1          |
| C. Mallace         | 2        | 0    | -           | -          | 1                     | 0                     | 1                     | -                     | 0                | 0                | -                | -                | 3        | 0      | 1           | -          |
| J. Mapp            | 28       | 2    | 2           | -          | 4                     | 1                     | -                     | -                     | 3                | 0                | 1                | -                | 35       | 3      | 3           | -          |
| Z. Messoudi        | 0        | 0    | -           | -          | 0                     | 0                     | -                     | -                     | 0                | 0                | -                | -                | 0        | 0      | -           | -          |
| A. Nesta           | 23       | 0    | -           | 1          | 1                     | 0                     | -                     | -                     | 2                | 0                | -                | -                | 26       | 0      | -           | 1          |
| S. Nyassi          | 22       | 1    | 2           | -          | 2                     | 0                     | -                     | -                     | 4                | 0                | -                | -                | 28       | 1      | 2           | -          |
| K. Ouimette        | 7        | 1    | -           | -          | 1                     | 0                     | -                     | -                     | 1                | 0                | -                | -                | 9        | 1      | -           | -          |
| D. Paponi          | 17       | 2    | 2           | -          | 2                     | 1                     | -                     | -                     | 4                | 1                | 2                | -                | 23       | 4      | 4           | -          |
| T. Perkins         | 34       | 0    | -           | -          | 0                     | 0                     | -                     | -                     | 0                | 0                | -                | -                | 34       | 0      | -           | -          |
| A. Pisanu          | 15       | 1    | 2           | -          | 1                     | 0                     | -                     | -                     | 1                | 0                | -                | -                | 17       | 1      | 2           | -          |
| N. Rivas           | 1        | 0    | 2           | 1          | 0                     | 0                     | -                     | -                     | 0                | 0                | -                | -                | 1        | 0      | 2           | 1          |
| M. Rodríguez       | 0        | 0    | -           | -          | 0                     | 0                     | -                     | -                     | 0                | 0                | -                | -                | 0        | 0      | -           | -          |
| A.F. Romero        | 31       | 2    | 4           | 1          | 4                     | 1                     | -                     | -                     | 2                | 0                | 1                | -                | 37       | 3      | 5           | 1          |
| B. Smith           | 16       | 2    | 1           | -          | 2                     | 0                     | -                     | -                     | 3                | 0                | -                | -                | 21       | 2      | 1           | -          |
| M. Tissot          | 6        | 1    | 1           | -          | 2                     | 0                     | 1                     | -                     | 2                | 0                | 1                | -                | 10       | 1      | 3           | -          |
| S. Ubiparipović    | 1        | 0    | -           | -          | 1                     | 0                     | -                     | -                     | 0                | 0                | -                | -                | 2        | 0      | -           | -          |
| Z. Valentin        | 0        | 0    | -           | -          | 0                     | 0                     | -                     | -                     | 0                | 0                | -                | -                | 0        | 0      | -           | -          |
| C. Warner          | 18       | 1    | 2           | -          | 4                     | 0                     | 1                     | -                     | 3                | 0                | 2                | -                | 25       | 1      | 5           | -          |
| A. Wenger          | 25       | 1    | -           | -          | 4                     | 1                     | -                     | -                     | 3                | 1                | -                | -                | 32       | 3      | -           | -          |

## Giovanili
Per la stagione 2013 la rappresentativa under 21 dell'Impact non partecipa ad alcun campionato.
- Under 18: 6° nella northeast division della east conference del campionato USSDA 2012-2013
- Under 16: 7° nella northeast division della east conference del campionato USSDA 2012-2013